# Сіністер 2
«Сіністер 2» (у маркетингу стилізований під Sinister II) — американський фільм жахів про надприродне 2015 року, знятий Кіраном Фоєм за сценарієм Скотта Дерріксона та К. Роберта Каргілла. Це продовження фільму Сіністер 2012 року, у ньому знялися Джеймс Ренсон, який повторює свою роль з оригінального фільму, і Шеннін Соссамон у ролі матері, чиї сини мучаться примарними дітьми, яких Бугуул забрав у сільському будинку. У ньому також грають Роберт Деніел Слоун, Дартаніан Слоун, Ліа Коко та Тейт Еллінгтон у ролях другого плану.
Сіністер 2 був випущений в США 21 серпня 2015 року компанією Gramercy Pictures і Focus Features. Фільм отримав негативні відгуки критиків за лякливі стрибки, кліше жахів та сюжет, тоді як гра Ренсона отримала деякі похвали. Фільм зібрав понад 54 мільйони доларів проти заявленого бюджету в 10 мільйонів доларів.
На відміну від першого фільму, в якому використовувалася 8-міліметрова плівка для домашнього відео та снафф-фільмів, у «Сіністері 2» у сюжетній лінії фільму використовувалася 16-міліметрова плівка, вінілові платівки та радіопередачі.

## Сюжет
Фільм відкривається 16-міліметровим домашнім відео, на якому знято сім'ю з трьох осіб. Сім'ю зв'язують, підвішують, як лякало, з мішками на головах на кукурудзяному полі і спалюють живцем. Це кошмар 9-річного Ділана Коллінза, який разом зі своїм братом-близнюком Заком та їхньою матір'ю Кортні живе у сільському фермерському будинку в Іллінойсі поряд з освяченою Вестмінстерською лютеранською церквою. Сім'я переховується від Клінта, жорстокого чоловіка Кортні та батька Зака й Ділана.
Ділана ночами відвідує група дітей-примар на чолі зі старшим хлопчиком на ім'я Майло Джейкобс, який колись жив у цьому будинку зі своїми батьками та трьома сестрами. Майло та інші діти змушують Ділана дивитися «домашнє відео», на якому сім'ї вбивають різними жорстокими способами, наприклад, підвішують вгору ногами над затокою і живцем з'їдають алігатори (Fishing Trip, знято Тедом), зв'язують і затикають рот різдвяними гірляндами в сніг, поки вони не замерзнуть на смерть на Різдво (Christmas Morning, зняте Еммою), і вбивають струмом на затопленій кухні, яка була в процесі переробки (Kitchen Remodel, знято Пітером).
Колишній помічник шерифа, а нині приватний детектив, вивчає вбивства, пов'язані з Бугхулом, і спалює будинки, в яких відбулося кожне вбивство, перш ніж у них зможе в'їхати інша родина і продовжити справу, включаючи будинок, де були вбиті Еллісон Освальт і його родина. Він прибуває на ферму, щоб зруйнувати її, але розуміє, що там живуть Кортні та її сини. Він каже Кортні, що приїхав, щоб розслідувати справу церкви на території ферми, де сталося жахливе вбивство священника та його сім'ї (сім'ї Джейкобс).
Клінт з'являється на фермі з поліцейськими, щоб спробувати забрати хлопчиків, але їде після того, як помічник шерифа погрожує їм, попереджаючи, що їм потрібний судовий ордер за згодою шерифа. Помічник шерифа розповідає, що його заарештували як підозрюваного у вбивстві Освальтів. З нього зняли звинувачення, але звільнили з роботи за те, що він розголосив Еллісону секретну інформацію, таку як особи вбитих сімей та адреси місць, де було скоєно вбивства.
Кортні хоче піти, але помічник шерифа радить їй не робити цього, кажучи їй, що суд визнає її втечею, але також знаючи, що відхід приведе до продовження вбивств, пов'язаних з Бугулом. Кортні запрошує його залишитися на ніч і між ними починається роман.
Помічник шерифа зустрічається з професором Стромбергом, який отримав у своє розпорядження радіоприймач, що належав професору Йонасу з попереднього фільму, який таємниче зник невдовзі після різанини в Освальті, і з'ясовує, що радіоприймач спочатку належав норвезькій родині, вбитій у 1973 році. Він відтворює запис, на якому молода дівчина кричить: «Тихо! Багхул не чує мене через твої крики, мамо!» норвезькою мовою, коли вона вбиває свою сім'ю, а потім грає на піаніно. Професор Стромберг розповідає, що Бугхул (Бугімен), як вважається, може бути викликаний за допомогою ритуалу чи жертвопринесення і що він живиться розбещенням невинних. Він робить висновок, що вбивства мають три спільні риси: убита сім'я, зниклі діти та іконологічний тотем або жертвопринесення у вигляді будь-якої музики, літератури та/або мистецтва як «„естетичне“ спостереження насильства» як засіб виклику Бугула. Заступник шерифа робить висновок, що Бугуул націлений виключно на дітей із сімей, і наказує Стромбергу знищити радіоприймач.
Зак починає ревнувати до дітей-примар, які відвідують Ділана, і наполягає на їхній увазі, але Майло відмовляє йому. Діти показують Ділану відеозапис убивств у церкві (недільна служба), які, як з'ясовується, скоїв Майло. Він прибив свою сім'ю до підлоги за зап'ястя, а група щурів застрибнула на живіт кожного члена сім'ї після того, як Бугуул викликав їх. Потім він накрив щурів металевими мисками, закріпив миски на животі кожної жертви армованими ременями і поклав зверху мисок гаряче вугілля, що змусило щурів бігти, прогризаючи собі шлях через жертв, внаслідок чого його сім'я спливла кров'ю до смерті. Після того, як Ділан відмовляється дивитися останній ролик, діти переключають свою увагу на Зака і кидають Ділана, кажучи, що він не є їхньою справжньою метою. Ділан дивиться останній ролик, знятий однією з двох дівчат групи, Кетрін, на якому зображена її сім'я, прив'язана і прикута до крісел дантистів, з насильно відкритими ротами, коли вона свердлить і калічить їхні голі зуби, поки свердло не пронизує їхні голови (A Trip To The Dentist).
Клінт приїжджає з рішенням суду і Кортні з дітьми змушена поїхати до нього. Помічник шерифа приїжджає до будинку Клінта, щоб попередити їх про небезпеку, але Клінт б'є його і наказує помічнику шерифа залишити територію, погрожуючи йому рушницею. Наступного дня Зак, за вказівкою Майло та дітей-примар, знімає сім'ю, що грає в гольф і обідає на вулиці. Того ж вечора Ділан звертається за допомогою до помічника шерифа, оскільки він і його батьки непритомніють.
Кортні, Ділана та Клінта накачують наркотиками і підвішують на хрестах з мішками на головах на кукурудзяному полі біля будинку Клінта (подібно до кошмару Ділана в початковій сцені). Одержимий Зак обливає свою сім'ю трьома окремими струменями бензину, підпалює Клінта та знімає на відео, як його батько згоряє живцем. Помічник шерифа прибуває до будинку Коллінзів і, слідуючи за димом і криками, прямує туди, де Зак тримає сім'ю. Коли Зак збирається підпалити Ділана, помічник шерифа збиває Зака своєю машиною. Він звільняє Кортні та Ділана, і вони тікають у кукурудзяне поле. Однак Зак виживає після удару та серпом відрубує пальці на лівій руці помічника шерифа.
Усередині будинку діти-примари намагаються допомогти Заку знайти їх. У той момент, коли Зак збирається вбити Кортні та Ділана, помічнику шерифа вдається знищити камеру ключкою для гольфу, що заважає зйомці відео Зака та перериває цикл. Зак намагається знайти іншу камеру на горищі, але діти примари соромлять його за те, що він не зміг убити свою сім'ю. Без іконографічного об'єкта, який міг би вплинути на живих дітей та заробити душі для поглинання Бугулом, вони тепер замкнені у царстві духів. Бугуул з'являється і кладе руку на плече Зака, внаслідок чого Зак швидко розкладається, а тканинний проєкційний екран спалахує, і Зак і Бугуул опиняються всередині. Будинок спалахує, і помічнику шерифа, Кортні та Ділану вдається врятуватися. Тріо вижило після втечі з палаючого будинку та пережитих випробувань.
Пізніше, збираючи свої речі, щоб виїхати з Кортні та Діланом, помічник шерифа знаходить у номері мотелю непошкоджену радіостанцію, і діти-примари починають говорити через неї, а Бугуул швидко з'являється на екрані.

## Домашній список фільмів
На відміну від першого фільму, в якому «снафф-фільми» було знято на 8-міліметрову плівку, вигадані вбивства було знято на 16-міліметрову плівку, синхронізовану з вініловими пластинками. Хоча на плівках не було позначено жодних дат, можна припустити, що вбивства сталися після розправи над родиною Освальтів із першого фільму. Протягом усього фільму діти-примари виявляються вбивцями своїх сімей.
Крім того, в одній зі сцен професор Стромберг, колега професора Джонаса з першого фільму (в якому останній таємничим чином зник після вбивства Освальтів), робить висновок, що фільми-снаффи були прикладом тематичної пропозиції для Бугула, щоб досягти фізичного світу як «естетичного спостереження насильства», поряд із неназваною радіопередачею з Норвегії в 1973 році, де було вбито сім'ю, і піаніно, на якому грала їхня дочка, яка потім зникла.

### Поїздка на рибалку
Зняті наймолодшим з хлопчиків, Тедом, у Сент-Мері Періш, штат Луїзіана, кадри показують, як його батьки та два брати рибалять у Bayou Teche, вечеряють (де Тед ненадовго з'являється на екрані, щоб приєднатися до них) і полюють. Потім фільм обривається на середині ночі, коли його сім'я зв'язана і висить вгору ногами над затокою, з кляпами у мішках, прив'язаних до голови. Група алігаторів підпливає до сім'ї та починає пожирати їх живцем одного за іншим.

### Різдвяний ранок
Зняті старшою дівчинкою, Еммою, кадри зафіксували, як її батьки, молодші брати та сестри відкривають подарунки на Різдво, діляться любов'ю, а Емма ненадовго з'являється на екрані, подаючи родині гаряче какао. Потім кадри обриваються та переходять на пізній вечір, коли її сім'я перебуває на вулиці, зв'язана і з кляпами у ротах, у неглибоких могилах, а вона закопує їх по шию в сніг та залишає вмирати від переохолодження.
Примітка: мається на увазі, що Емма підмішала в гаряче какао своєї родини ту саму невідому зелену речовину, що світиться, яка була представлена в першому фільмі, щоб приспати їх.

### Переробка кухні
Зняті середньою дитиною, Пітером, кадри показують, як його батьки та старший брат працюють над розбудовою кухні в новому будинку та їдять піцу на обід, а Пітер ненадовго з'являється на екрані, щоб приєднатися до них. Потім кадри переходять у нічну кухню, де відкриті труби раковини заливають кухню з шафи, а напої сім'ї після обіду зіпсовані тією ж зеленою речовиною, що світиться. Пітер йде до камери (його обличчя приховано), надягає гумові чоботи, після чого знімає свою недієздатну сім'ю, що сидить на залитій водою підлозі з руками, прив'язаними до мідних дротів, що звисають зі стельової системи освітлення, і заклеєними скотчем. Потім Пітер знімає зі стіни кабель, над яким працював його батько, і кидає його на затоплену підлогу; його сім'ю б'є струмом, доки вони не вмирають із сильними опіками на руках.

### Недільна служба
Зняті самим Майло Джейкобсом, кадри зафіксували недільну службу в лютеранській церкві поряд з фермою (де ховалися Ділан Коллінз, його брат-близнюк Зак та мати Кортні), де його батько був пастором, а мати та три сестри — парафіянами. Майло ненадовго з'являється під час причастя, а потім знімає решту служби. Потім кадри переходять у нічну церкву, де Майло виливає зелену субстанцію з потира для причастя, а потім кидає його на підлогу і знімає своїх недієздатних батьків і сестер, прибитих до підлоги у вигляді пентаграми з накинутими на голови полотнищами, верхнім одягом та оголеними животами, срібними чашами на животах та невеликим горщиком, наповненим вугільними брикетами у центрі фігури.
Потім Майло показав на вівтарі фізичну форму Бугхула, який викликав і напустив на сім'ю Джейкобс цілу зграю щурів, причому кожен щур застрибнув на живіт кожного члена сім'ї. Потім Майло розпалює котел для спалювання брикетів, після чого накриває кожного щура срібною чашею і затягує ремені. Потім він бере щипці і кладе вугілля на кожну срібну миску. Це змушує щурів закопатися і прогризти черево кожному члену сім'ї, щоб урятуватися від жару, внаслідок чого вся родина Майло спливає кров'ю, а щури рятуються втечею.

### Похід до дантиста
Зняті наймолодшою з групи, Кетрін, кадри відобразили її батьків та сестру, прив'язаних до крісел у порожньому кабінеті стоматолога, з ретракторами на щоках, щоб змусити їх тримати роти відкритими. Потім Кетрін бере електродриль з довгим свердлом і спотворює зуби й піднебіння кожного члена сім'ї, поки свердло не пробиває їхні голови, миттєво вбиваючи їх. Цей ролик дивилися діти-примари та Зак (який потім був обраний пішаком Багхула).

## Актори
| Актор               | Роль                                       |
| ------------------- | ------------------------------------------ |
| Джеймс Ренсон       | колишній заступник начальника поліції      |
| Шеннін Соссамон     | Кортні Вілер-Коллінз                       |
| Роберт Деніел Слоан | Ділан Коллінз                              |
| Дартаньян Слоан     | Закарі «Зак» Коллінз                       |
| Леа Коко            | Клінт Коллінз                              |
| Тейт Еллінгтон      | доктор Стромберг                           |
| Джон Біслі          | отець Родрігес                             |
| Лукас Джейд Зуманн  | Майло Джейкобс хлопчик на недільній службі |
| Джейден Кляйн       | Тед хлопчик для поїздки на рибалку         |
| Лайла Хейлі         | Емма дівчинка на Різдвяний ранок           |
| Кейден М. Фрітц     | Пітер хлопчик для переробки кухні          |
| Олівія Рейні        | Кетрін дівчинка для походу до дантиста     |
| Ніколас Кінг        | Бугул / Містер Бугі                        |
| Роберт Фінлейсон    | отець Майло / преподобний Джейкобс         |

## Виробництво
Сцена, в якій спіймані в пастку щури повинні проїдати тіло жертви, була натхненна подібною сценою в нацистському фільмі про експлуатацію 1977 року La Bestia in calore.

### Розробка
У березні 2013 року було оголошено про початок роботи над сіквелом «Сіністера». Скотт Дерріксон вів переговори про написання сценарію у співавторстві з К. Робертом Каргіллом, але не про режисуру, як Дерріксон у першому фільмі.
17 квітня 2014 року було оголошено, що режисером фільму стане Кіаран Фой, а Браян Кавано Джонс, Чарльз Лейтон, Ксав'є Маршан та Патріс Теру будуть виконавчими продюсерами сіквела спільно з eOne Entertainment.

### Знімання
Основні знімання почалися 19 серпня 2014 року в Чикаго. Його знімали протягом шести тижнів у таких місцях, як Сент-Анна та за межами села Грант-Парк.

## Маркетинг
Трейлер фільму був завантажений 9 квітня 2015 року, а пісня «Hush, Hush, Hush, Here Comes the Bogeyman» була основною частиною трейлера. У пісні бугімен зображений як боягуз.

## Прем'єра
20 травня 2015 року Focus Features перезапустили свій лейбл Gramercy Pictures для екшну, жахів і науково-фантастичних фільмів. Сіністер 2 був одним із нових релізів Gramercy.

### Домашній перегляд
Сіністер 2 був випущений на DVD і Blu-ray 12 січня 2016 року.

## Оцінки критиків
Агрегатор рецензій Rotten Tomatoes оцінює «Сіністер 2» у 15 % на основі 91 рецензії. Консенсус критиків сайту говорить: «Сіністер 2 має кілька інгредієнтів, які будуть знайомі шанувальникам оригіналу; на жаль, у цій недбалій другій частині жоден з них більше не лякає». Metacritic оцінює фільм у 32 бали зі 100, ґрунтуючись на відгуках 17 критиків, що вказує на «загалом несприятливі відгуки». CinemaScore оголосив, що глядачі дали фільму середню оцінку «B-» за шкалою від A+ до F.
IGN поставив фільму оцінку 1 з 10, оцінивши його як «нестерпний». Сайт пише: «„Сіністер 2“ — огидне продовження свого попередника. Принаймні той фільм знав, що менше — це більше. І менше — страшніше». MoviePilot також поставив фільму 1 бал з 10, назвавши його «одним із найгірших фільмів жахів за останні кілька років».

## Майбутнє

### Потенційне продовження кросовера
До виходу фільму «Астрал: Останній ключ» Джейсон Блюм заявив, що раніше в розробці був фільм-кросовер між «Сіністером» та серією «Інсідіус», попередньо названий «Інсіністер», і що він особисто вважає, що цей фільм має потенціал для повторного виходу, заявивши, що «якось ми перетнемо наші світи».